# Palácio dos Urubus
O Palácio dos Urubus é uma construção arquitetônica histórica, localizada na Rua Doutor Télio Barreto, no centro da cidade de Macaé, no Estado do Rio de Janeiro.

## Histórico
O projeto arquitetônico é assinado pelo alemão Antonio Becher, também responsável pela construção de outros monumentos relevantes como os solares das fazendas Machadinha e Mandiqüera, localizados em Quissamã (RJ). O Palácio dos Urubus é o seu único projeto urbano.
O terreno, Chácara do Vira-Pau, na antiga Rua do Colégio, pertencente ao Barão de Póvoa de Varzim, foi adquirido, em fevereiro de 1865, por uma campista, futura Viscondessa de Muriaé, na intenção de presentear seu neto e afilhado Manuel Pinto Ribeiro de Castro.
A construção sobradada foi erigida em 1865, com mão-de-obra de 16 escravos, para residência do campista comendador Manuel Pinto Ribeiro de Castro (neto dos barões de Muriahé e dos barões de Santa Rita) e sua esposa macaense Dona Felizarda Alchimenna Pereira Rabello e Gavinho (filha do comendador José Gavinho Viana), membros da alta aristocracia rural estabelecida no Norte Fluminense, em seu período áureo da produção de açúcar. Seu filho Augusto Marianno Gavinho Ribeiro de Castro herdou o sobrado e nele residiu com sua esposa Dona Rosa Monica do Loreto de Lima Nogueira da Gama e Gavinho (filha dos barões de Santa Monica, neta dos marqueses de Baependy e dos duques de Caxias), falecida no nascimento da filha Dona Julia Nogueira da Gama e Gavinho, em 1882.
Inicialmente conhecido como "Sobrado Ribeiro de Castro", seu mobiliário, louças e cristais foram importados da Europa, com procedências célebres como: Sevres, Limoges, Baccarat, Christofle, Saint Louis, entre outras. Este magnífico acervo hoje pertence a "Collecção Dona Rosa Joaquina", em Macaé (RJ).
A inauguração da obra em 21 de janeiro de 1866 contou com a presença da célebre cantora lírica italiana Augusta Candiani. O palacete recebeu visitantes ilustres como o Imperador Dom Pedro II, a Imperatriz D. Thereza Christina Maria, a Princesa D. Isabel e seu esposo o Conde d'Eu, a Baronesa de Fonseca Costa, o Conde de Yguaçu, o Barão Homem de Mello, e o Visconde de Araújo.
Em 1894 o prédio foi vendido, por sessenta contos de réis, ao advogado, político e delegado Emílio Francisco Caldas, figura folclórica conhecida como Chico Major. Depois dos Caldas, vieram as famílias Rodrigues, Pinto e Vieira.
Já em decadência, em meados do século XX, o imóvel foi transformado em cortiço. Por abrigar em seu telhado os urubus que frequentavam um matadouro que existia por perto, recebeu do povo o nome "Palácio dos Urubus", sendo tema de enredos para escolas de samba em Macaé. O premiado teatrólogo Ricardo Meirelles nomeou sua mais conhecida obra com a alcunha popular desta famosa edificação macaense.
Atualmente em ruínas é o único prédio tombado no município de Macaé pelo INEPAC, Instituto Estadual do Patrimônio Cultural, por decreto homologado em 31 de janeiro de 1979, após projeto com autoria do arquiteto macaense José Carlos Franco Corrêa.